# Metopius korbi
Metopius korbi là một loài tò vò trong họ Ichneumonidae.